# Wojna rosyjsko-turecka (1768–1774)
Wojna rosyjsko-turecka 1768–1774 – wojna pomiędzy Imperium Rosyjskim a Imperium Osmańskim, doprowadziła do zdobycia przez Rosję południowej Ukrainy, Krymu i północnego Kaukazu.
Bezpośrednim pretekstem do wypowiedzenia wojny przez Turcję, stało się
naruszenie terytorium tureckiego przez oddział Kozaków, ścigających konfederatów barskich i spalenie Bałty. Powołując się na ten casus belli sułtan Mustafa III wypowiedział wojnę Rosji 25 września 1768.
Rzeczywistym celem Turcji było w tej wojnie wsparcie konfederacji barskiej i wypędzenie wojsk rosyjskich z Rzeczypospolitej. 16 grudnia 1768 pod gwarancją Francji konfederaci barscy zawarli nieformalny traktat przymierza polsko-tatarsko-tureckiego, którego artykuł 4. zobowiązywał Turcję i Chanat Krymski do niezawierania pokoju z Rosją aż do czasu przywrócenia poprzedniego systemu rządów w Rzeczypospolitej. Państwa te miały też zagwarantować niepodległość Polski zgodnie z klauzulami traktatu pruckiego z 1711.
Rosja wspierana była nieformalnie przez Wielką Brytanię, która przysłała swoich wojskowych doradców dla rosyjskiej floty wojennej. Turcja rozpoczęła działania wojenne, początkowo z powodzeniem, a jej terytorium było bazą logistyczną dla konfederatów barskich, skąd przeprowadzali oni niespodziewane ataki na wojska rosyjskie, okupujące Rzeczpospolitą.
W styczniu 1769 roku 70-tysięczna armia turecko-tatarska dowodzona przez chana krymskiego Kirim-Gireya najechała na głębokie tyły, na tereny środkowej Ukrainy, w celu zniewolenia miejscowych mieszkańców, ale ich najazd został odparty przez garnizon twierdzy Świętej Elżbiety. Następnie wojska generała Rumiancewa kontynuowały ruch w stronę Morza Czarnego.
Wkrótce wojska rosyjskie zajęły Azow i Taganrog. Główne siły rosyjskie wkroczyły do Mołdawii. Potem Rosjanie opanowali Chocim i Jassy. W 1770 Rosjanie pobili Turków pod Largą i Kagułem, docierając do Dunaju. W celu destabilizacji imperium osmańskiego Rosjanie wywołali antytureckie powstania Arabów w Syrii i Egipcie i szczególnie okrutnie stłumione powstanie w Grecji. Dla poparcia tych dywersji na Morze Śródziemne wpłynęła rosyjska flota bałtycka pod wodzą Aleksieja Orłowa, pokonując flotę turecką w wielkiej bitwie pod Czesmą u wybrzeży Azji Mniejszej.
W 1771 Rosjanie zajęli Krym. 19 maja 1772 zawarto rozejm, jednak w kwietniu 1773 po klęsce konfederacji barskiej wojna znów się zaczęła. Pogromca konfederatów generał Aleksandr Suworow przeniósł działania wojenne do Turcji. W 1774 Rosjanie wkroczyli do Bułgarii. Aleksandr Suworow 20 czerwca 1774 pobił Turków pod Kozłudżą.
Pobita na lądzie i morzu Turcja zmuszona była podpisać 21 lipca 1774 niekorzystny dla niej pokój w Küczük Kajnardży, mocą którego musiała zagwarantować niepodległość Chanatu Krymskiego, oddając Rosji twierdze Azow, Kercz, Kinburn i Jenikale wraz z ziemiami między Dnieprem a Bohem, a także Kabardię na Kaukazie Północnym. Rosja uzyskała prawo ochrony prawosławnych w Hospodarstwie Mołdawskim i Hospodarstwie Wołoskim, które pozostały pod zwierzchnictwem tureckim, a flota rosyjska uzyskała prawo przepływania przez cieśniny tureckie. Przyłączenie Chanatu do Rosji w roku 1783 wywołało później kolejną wojnę rosyjsko-turecką.

## Chronologia wojny
- bitwa morska pod Nauplion (27 maja i 28 maja 1770)
- bitwa pod Riabową Mogiłą (28 czerwca 1770)
- bitwa morska pod Czesmą (5 lipca – 7 lipca 1770)
- bitwa nad Largą (18 lipca 1770)
- bitwa nad Kagułem (1 sierpnia 1770)
- bitwa morska pod Patras (6 listopada, 7 listopada i 8 listopada 1772)
- bitwa pod Kozłudżą (20 czerwca 1774)
- bitwa morska pod Kerczem (1 lipca i 20 lipca 1774)